# 埃斯佩氏鉛筆魚
埃斯佩氏鉛筆魚，中文别名五点铅笔鱼，為輻鰭魚綱脂鯉目脂鯉亞目鱂脂鯉科的其一種，分布於南美洲蓋亞那Mazaruni河流域，體長可達4公分，棲息中底層水域，以蠕蟲、昆蟲等為食，生活習性不明，可作為觀賞魚。